# Omorgus borgognoi
Omorgus borgognoi är en skalbaggsart som beskrevs av Marchand 1902. Omorgus borgognoi ingår i släktet Omorgus och familjen knotbaggar. Inga underarter finns listade i Catalogue of Life.